# Catalinas Norte

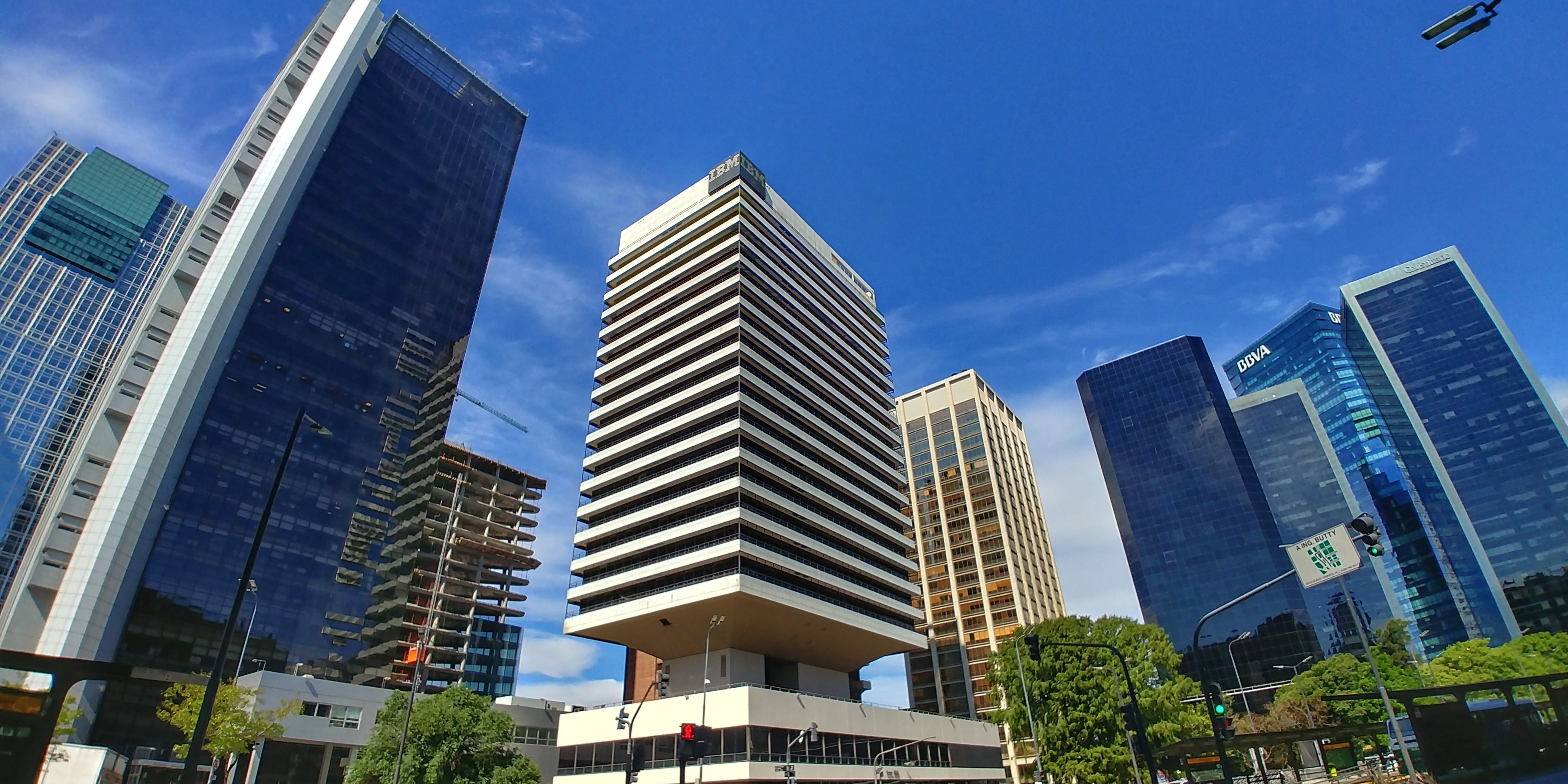
Vista de las Catalinas Norte.

Catalinas Norte es un gran complejo de negocios compuesto por nueve torres de oficinas comerciales ocupadas por diversas multinacionales y varios hoteles de lujo. Está ubicado en el barrio de Retiro, en la ciudad de Buenos Aires (Argentina).

## Historia

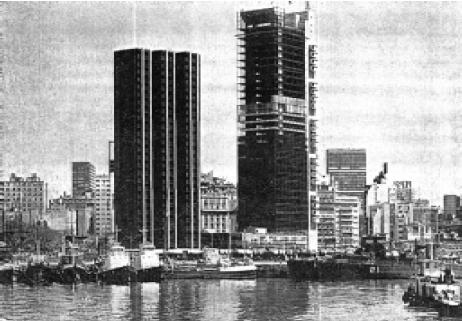
Las torres en 1973.

### The Catalinas Warehouses and Mole Company Ltd.
En 1872 Francisco Seeber creó una sociedad anónima llamada The Catalinas Warehouses and Mole Company Ltd., o Sociedad Anónima Depósitos y Muelles de las Catalinas, con el propósito de emplazar un muelle (a la altura de la calle Paraguay) y una aduana. Para ello adquirió los entonces ribereños terrenos que se encontraban al este del Paseo de Julio (hoy Avenida Leandro N. Alem).
Ya que en la esquina de las calles Viamonte y San Martín se encontraba, y aún se encuentra, la Iglesia de Santa Catalina, la zona era conocida como la bajada de las Catalinas, y de allí derivó el nombre de la empresa y posteriormente, del depósito portuario y muelle. Con la compra de más terrenos en el actual barrio de La Boca, se denominó Catalinas Norte a la sección original, y Catalinas Sud a las recién adquiridas. Con la construcción del Puerto Madero en la última década del siglo XIX, el muelle de las Catalinas fue desmontado.
Hacia 1945, la Catalinas Warehouses vendió sus dos propiedades y fueron demolidos los galpones de Catalinas Norte y Sur, quedando sendos terrenos baldíos. Dos parcelas en las calles Viamonte y Bouchard fueron adquiridas por YATAHÍ S.A. el 31 de octubre de ese año, y en 1949 una fracción fue a su vez revendida a la ATLAS S.A., que construiría en ella el edificio luego conocido como ALAS del lado oeste, y el edificio de la editorial ALEA del lado este (hoy Edificio Microsoft).
Sin embargo, el grueso de los terrenos al norte del Edificio Alas continuaron como baldíos durante décadas. Al total de 39.110 m² que pertenecían a los Depósitos y Muelles de las Catalinas, se sumaban 24.200 m² propiedad de Otto Bemberg y Compañía, donde durante años funcionó el Parque Retiro.

### Primeros planes
En 1956, ante la preocupación por el no aprovechamiento de una zona tan cercana al centro financiero y administrativo de la ciudad, la Dirección de Urbanismo de la Ciudad de Buenos Aires desarrolló un plan de aprovechamiento para expansión del núcleo urbano mediante la construcción de una autopista que sirviera para unir la localidad de Tigre con la ciudad de La Plata y el emplazamiento de torres de hasta 70 pisos, transformando a Catalinas Norte en la "puerta de acceso" a Buenos Aires.
En 1958, la Oficina del Plan Regulador para la Ciudad de Buenos Aires (OPRBA) propuso en su plan maestro la creación de un polo que evitara la construcción de torres en el centro de Buenos Aires, destinando a ellas los terrenos de Catalinas. El intendente Hernán Giralt elevó al Concejo Deliberante el proyecto para el emplazamiento de "una zona de hoteles, un centro de oficinas y comercio, una sede para las compañías de navegación y aeronavegación, un centro de esparcimiento y una zona amplia de estacionamiento". El 3 de febrero de 1960 el Congreso de la Nación autorizó a la Municipalidad a comprar los terrenos de Catalinas Norte. En 1961 se creó la Comisión de Catalinas Norte, pero debido a las posteriores crisis políticas y económicas, el proyecto se estancó y jamás pudo concretarse.

### El proyecto definitivo

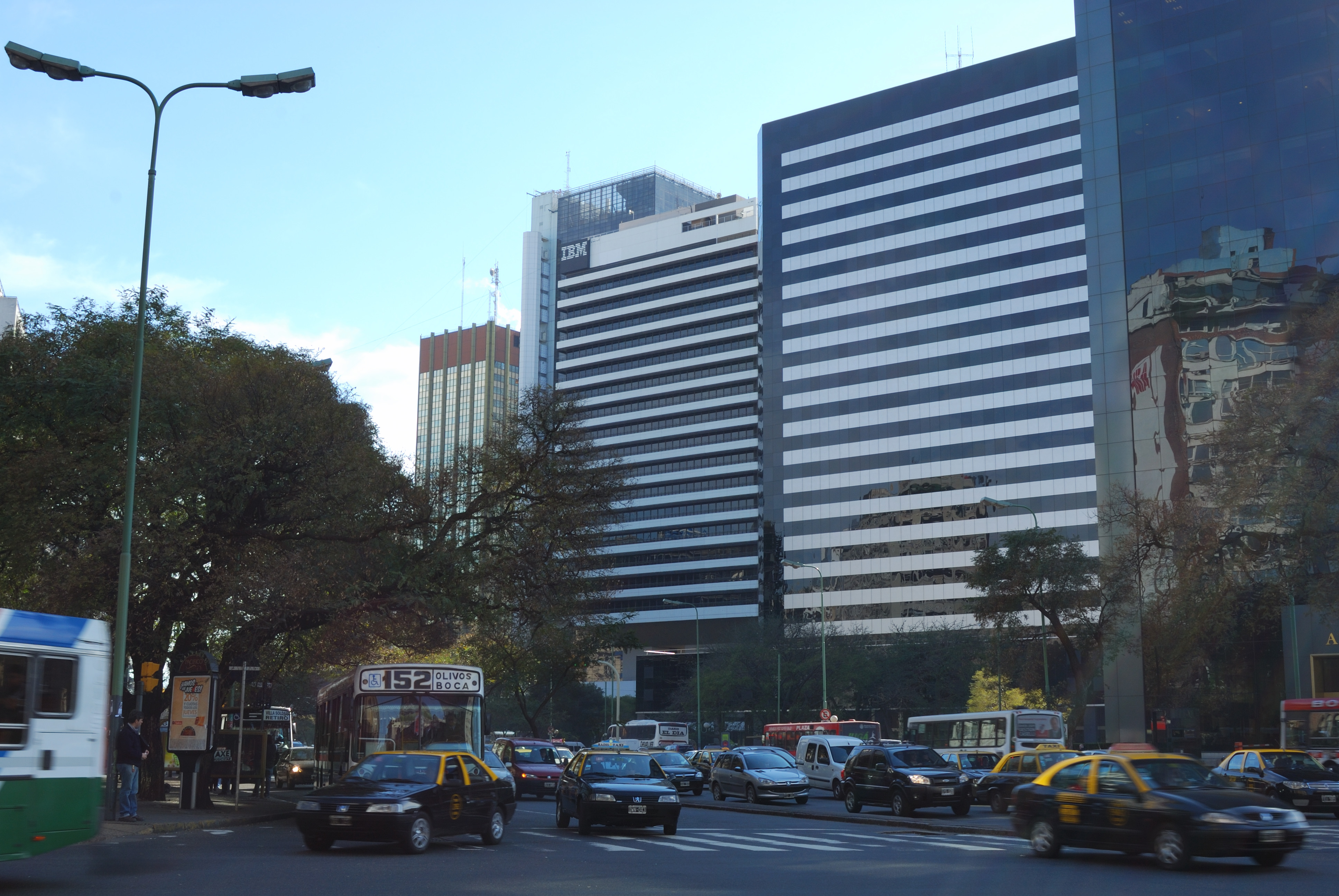
Vista desde Av. Alem.

En 1966, con el golpe de Estado que derrocó a Arturo Illia y el establecimiento de un gobierno militar de facto, se disolvió la OPRBA y se encomendó a la Dirección de Arquitectura y Urbanismo de la Municipalidad el diseño de un nuevo plan más simple, quedando limitado el uso para torres de oficinas.
Una ordenanza municipal de 1967 subdividió el terreno respetando mayoritariamente el proyecto de 1958 y las parcelas se vendieron a Aerolíneas Argentinas, CONURBAN S.A., IBM, Impresit Sideco, Kokourek S.A., SEGBA, Sheraton y la Unión Industrial Argentina (UIA). La MCBA conservó cuatro terrenos, destinó tres a estacionamientos abiertos, y abrió dos pasajes que se llamaron Carlos Della Paolera e Ingeniero Butty.
El 26 de junio de 1969, el intendente municipal inauguraba las obras del primer edificio del complejo, destinado al Sheraton Buenos Aires Hotel. Ese mismo año comenzaron los trabajos para la primera torre de oficinas, la Conurban.
Hacia 1970 se inició la construcción de la Torre Carlos Pellegrini de la UIA, y en 1972 se inauguró el Sheraton Buenos Aires Hotel, mientras comenzaban las obras de la Torre Catalinas Norte.

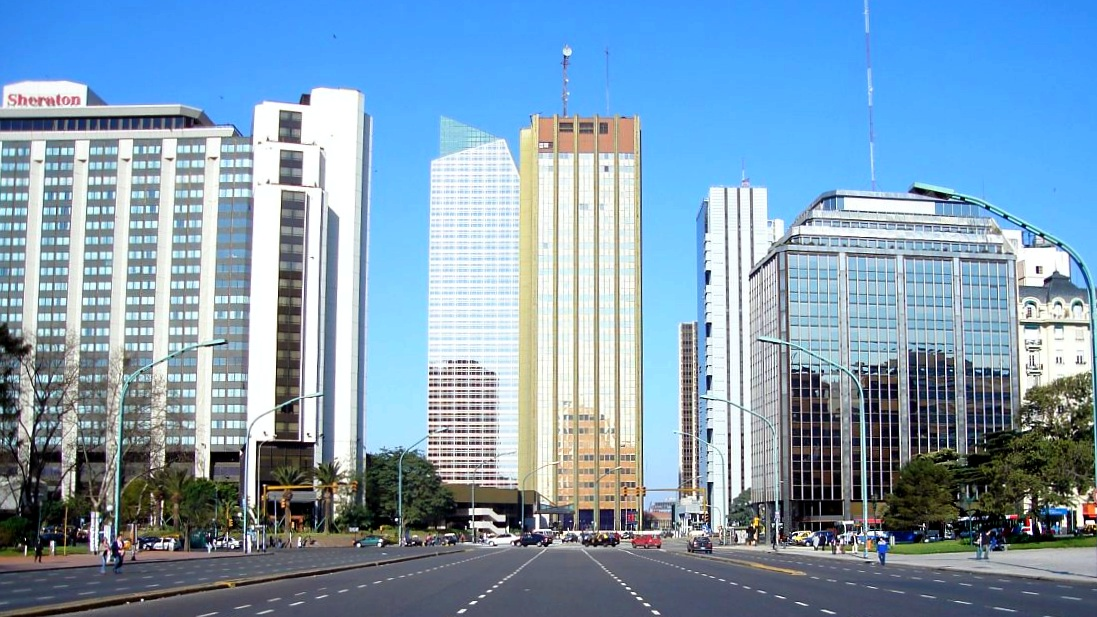
Vista desde Plaza San Martín.

En 1973 se inauguró la Torre Conurban, en 1974 la Torre Carlos Pellegrini y en 1975 la Torre Catalinas Norte. Para 1976 comenzaron las obras de la Torre Madero, y posteriormente la Torre IBM. Durante la siguiente década el conjunto de Catalinas Norte se mantuvo con dicha composición, hasta que a mediados de la década de 1990 se emplazaron las torres gemelas Catalinas Plaza y Alem Plaza y la Torre Laminar Plaza. En 2001 se inauguró el último edificio hasta la actualidad, la Torre BankBoston, de César Pelli.

### Expansión hacia el sur

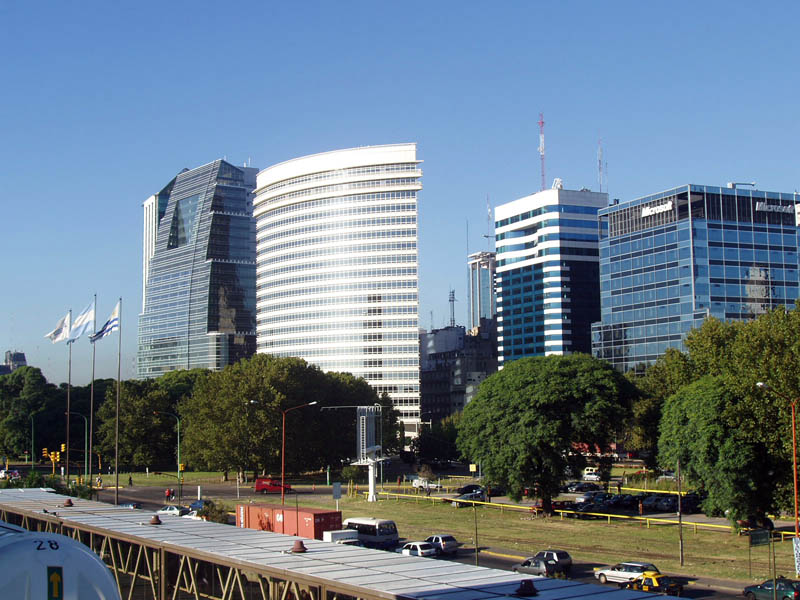
Nuevos edificios.

En la década de 1990, siendo Catalinas Norte la zona de Buenos Aires de mayor valor inmobiliario, antes del boom de las torres de Puerto Madero, se dio una expansión de la zona de edificios de oficinas hacia el sur del complejo en sí, llegando hasta la calle Lavalle.
Esas manzanas también eran parte de los terrenos que la MCBA había adquirido, y fueron adquiridos por diversas empresas. En 1993 se inauguró la Torre Fortabat, en 1996 la Torre Bouchard, en 2000 sobre el antiguo edificio de la Editorial ALEA se levantó el Edificio Microsoft, y en 2004 se abrió la Torre Bouchard Plaza en donde existía el edificio del Estudio SEPRA que alojaba el Diario La Nación.

### Últimas subastas

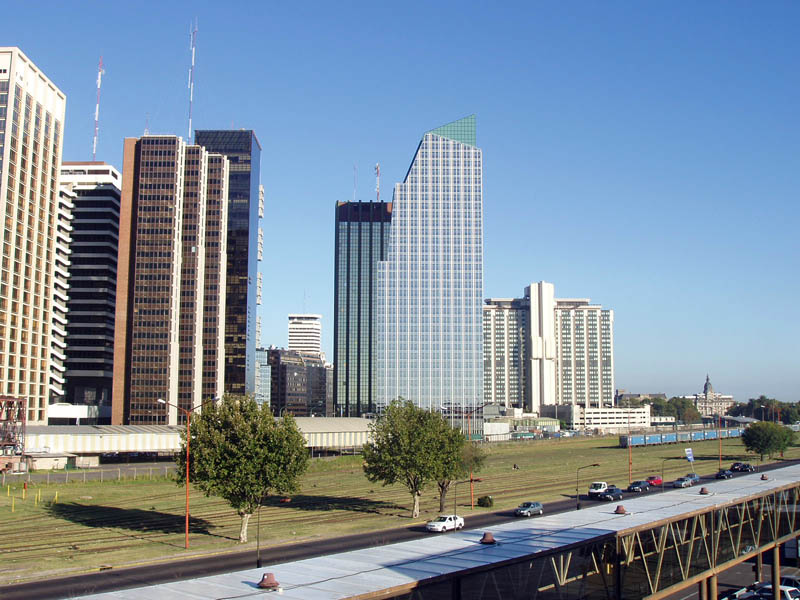
Vista desde Av. Madero.

El Gobierno de la Ciudad de Buenos Aires conservó durante los últimos 40 años un grupo de terrenos utilizados como estacionamientos, que fue vendiendo paulatinamente, hasta que a fines de la década de 2000 quedaban tres espacios libres utilizados como un espacio verde, una estación de servicio y un estacionamiento.
En mayo de 2009, parte de la Legislatura de Buenos Aires dispuso la subasta de tres lotes por más de 100 millones de dólares ante la crisis financiera que atravesaba el gobierno porteño, impulsada por el entonces jefe de gobierno Mauricio Macri. En la venta de dichas parcelas para la construcción de nuevas torres se permitió la construcción a una altura mayor a la contemplada por el reglamento de 1967, con el propósito de destinar los fondos para las escuelas públicas. 
En 2009, la discusión de la venta fue áspera. Sin embargo, finalmente el bloque macrista consiguió 42 votos para aprobar que se remataran las tres parcelas, por las que se preveía obtener cerca de 100 millones de dólares. Durante el debate, legisladores de la oposición indicaron que las tasaciones eran tres veces menores que el precio del mercado.
Se generó una gran polémica ante la desconfianza de la franja opositora al partido PRO al cual pertenece Macri, reflejada en la audiencia pública llevada a cabo el 10 de agosto de 2009. Finalmente, en octubre de ese año se llegó a un acuerdo parlamentario, y se logró la aprobación de la subasta de los terrenos libres a cargo del Banco Ciudad, que debía ser destinando a la construcción de escuelas. Tras cuatro años, luego de que la Legislatura porteña le aprobó al Ejecutivo porteño la venta de los terrenos públicos por $ 386 millones, a condición de que ese dinero fuera destinado exclusivamente para la construcción de 36 escuelas, solo se habían construido ocho.
En diciembre de 2009 se realizó la primera subasta, en la cual el grupo IRSA cercano al macrismo se quedó con uno de los terrenos sobre Avenida Madero por $95.000.000. En junio de 2010, el Gobierno de la Ciudad vendió a Eduardo Costantini el terreno sobre Avenida Alem y Córdoba, por $181.000.000, siendo calificado por la prensa como "el terreno más caro de la Argentina". En noviembre de ese año, se subastó el tercer y último terreno libre de Catalinas Norte, sobre Avenida Madero, por el cual el Banco Macro de Jorge Brito pagó $110.000.000. El principal beneficiario de la subasta fue el empresario y testaferro macrista Nicolás Caputo. Caputo fue beneficiado cuando Macri sacó a subasta pública los terrenos en Catalinas con la excusa de incrementar el presupuesto en educación "y por casualidad la torre que se construye la realiza Caputo", marcó el Auditor general de la Ciudad.
En los siguientes años, se fueron difundiendo los proyectos para los últimos tres terrenos de Catalinas. El Banco Macro contactó al célebre arquitecto César Pelli para diseñar su nueva torre corporativa, Consultatio encargó el proyecto de una torre de cerca de 150 metros de altura al estudio Architectonica de Miami, Estados Unidos; e IRSA dejó en manos del estudio Manteola-Sánchez Gómez-Santos-Solsona-Sallaberry la construcción del suyo. En la primera mitad de 2012, comenzaron los trabajos de excavaciones para la construcción de estos edificios.
En 2015 el BBVA pagó $ 1.200 millones y se quedó con la mayor parte de la torre de Consultatio que consta de 33 pisos.

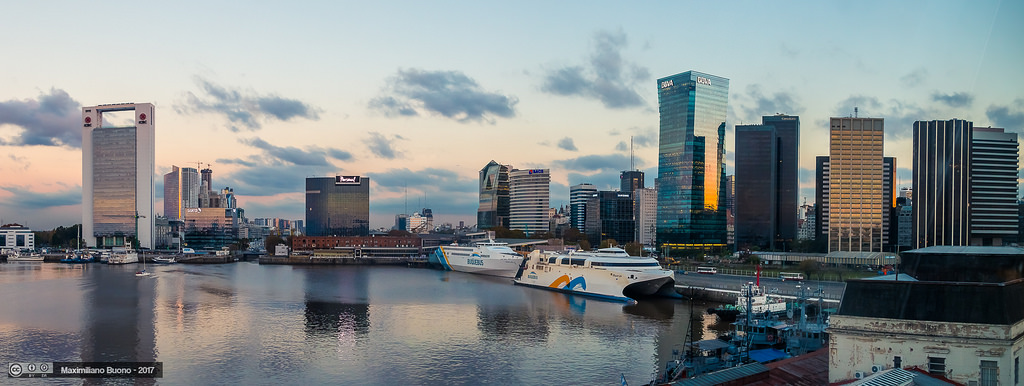
Vista panorámica de las Catalinas Norte junto al Río de la Plata en Retiro, Buenos Aires.

## Edificios

### Sheraton Buenos Aires Hotel & Convention Center
El primer edificio en construirse, se comenzó en 1969 y se terminó en 1972, siendo la primera sede de Sheraton en la ciudad de Buenos Aires. Fue diseñado por el Estudio Sánchez Elía/Peralta Ramos/Agostini (SEPRA) y tiene una altura de 91 metros.
En diciembre de 1996 se inauguró otro hotel adjunto llamado Park Tower, a Luxury Collection Hotel, perteneciente a la cadena The Luxury Collection.

### Torre Conurban
La primera torre de oficinas construida en el complejo, fue diseñada por Estanislao Kocourek, Ernesto Katzenstein y Carlos Llorens para Conurban S.A. Se inauguró en 1973 y tiene 95 metros de altura.

### Torre Carlos Pellegrini
También conocida como Torre UIA, fue diseñada para dicha organización patronal por el estudio de arquitectos Manteola/Petchersky/Sánchez Gómez/Solsona/Santos/Viñoly en 1968 y se inauguró en 1974. Tiene 120,7 metros de altura. La UIA vendió este edificio en 2001 y regresó a su sede anterior en la Avenida de Mayo.

### Torre Catalinas Norte
Fue diseñada por los arquitectos del Estudio SEPRA y se inauguró en 1975. Tiene 109 metros de altura.

### Torre Madero
Fue diseñada por los arquitectos del Estudio Kocourek S.R.L. y Proconsul S.A. Tiene 96 metros de altura y se inauguró en 1980. El Ente Binacional Yacyretá fue el principal inquilino del inmueble durante sus primeros años.

### Torre IBM
La torre de International Business Machines fue diseñada por Mario Roberto Álvarez y se caracteriza por su apeo estructural, que recuerda al Edificio Olivetti de Fráncfort del Meno. Tiene una altura de 85 metros.

### Torre Catalinas Plaza
Diseñada por el Estudio Peralta Ramos - SEPRA y Felipe Tarsitano para Consultatio, se inauguró en 1995 y tiene 115 metros de altura. Aloja a empresas como Google.

### Torre Alem Plaza
Edificio gemelo del Catalinas Plaza, se inauguró en 1996 y aloja a ING, entre otros.

### Edificio Laminar Plaza
Diseñado por el Estudio Peralta Ramos SEPRA Arquitectos SA, se inauguró en 1999 y tiene 72,5 metros de altura.

### Torre BankBoston
Fue diseñada por el estudio Pelli/Clark/Pelli para el BankBoston, se inauguró en 2001 y tiene 137,2 metros de altura.

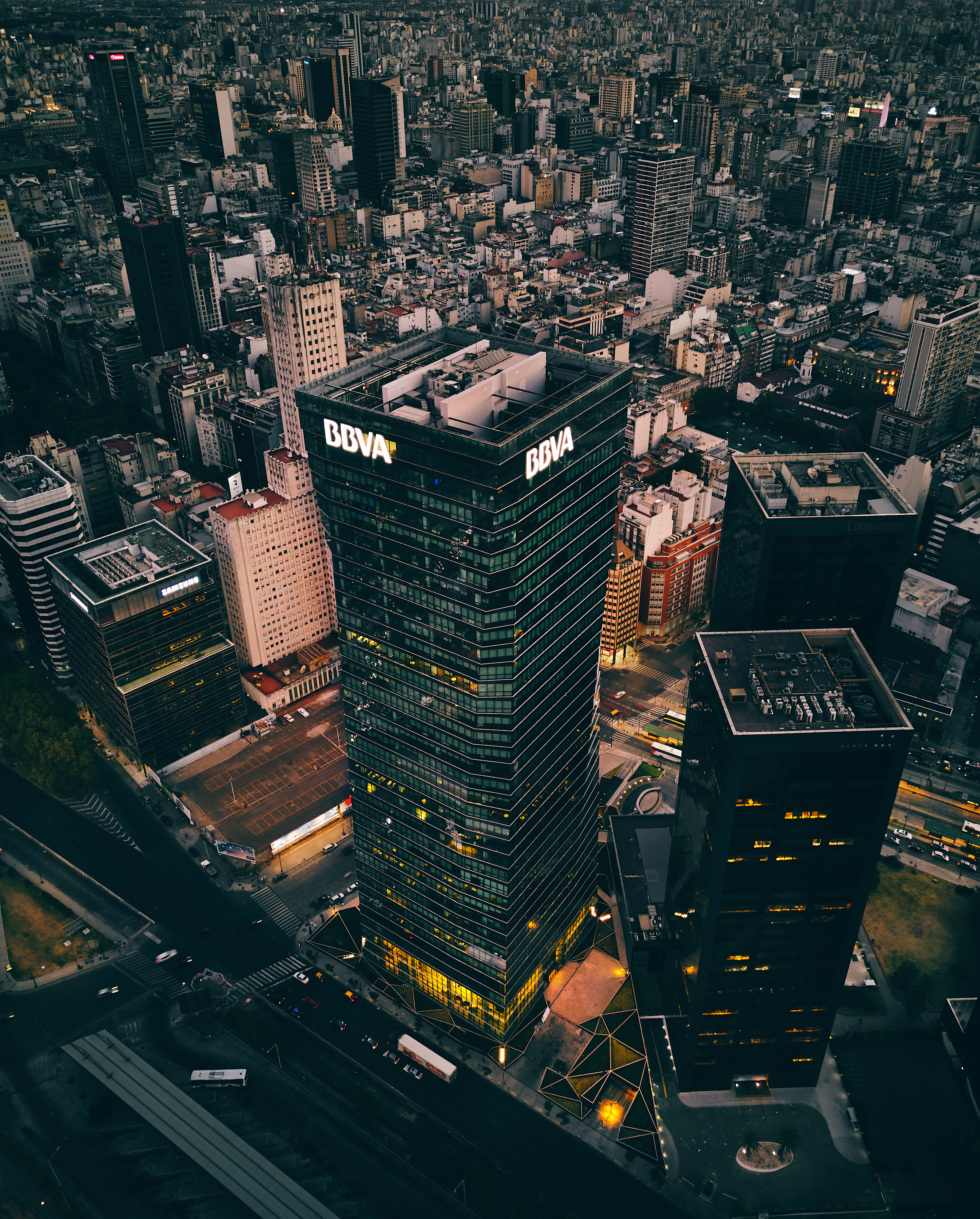
Torre BBVA, una de las construcciones más nuevas del complejo.

### Torre BBVA
La torre fue desarrollada por Consultatio y es la sede principal del banco BBVA en Argentina. Fue diseñada por los arquitectos Bodas-Miani-Anger y fue inaugurada en abril de 2017. Tiene 155 metros de altura.

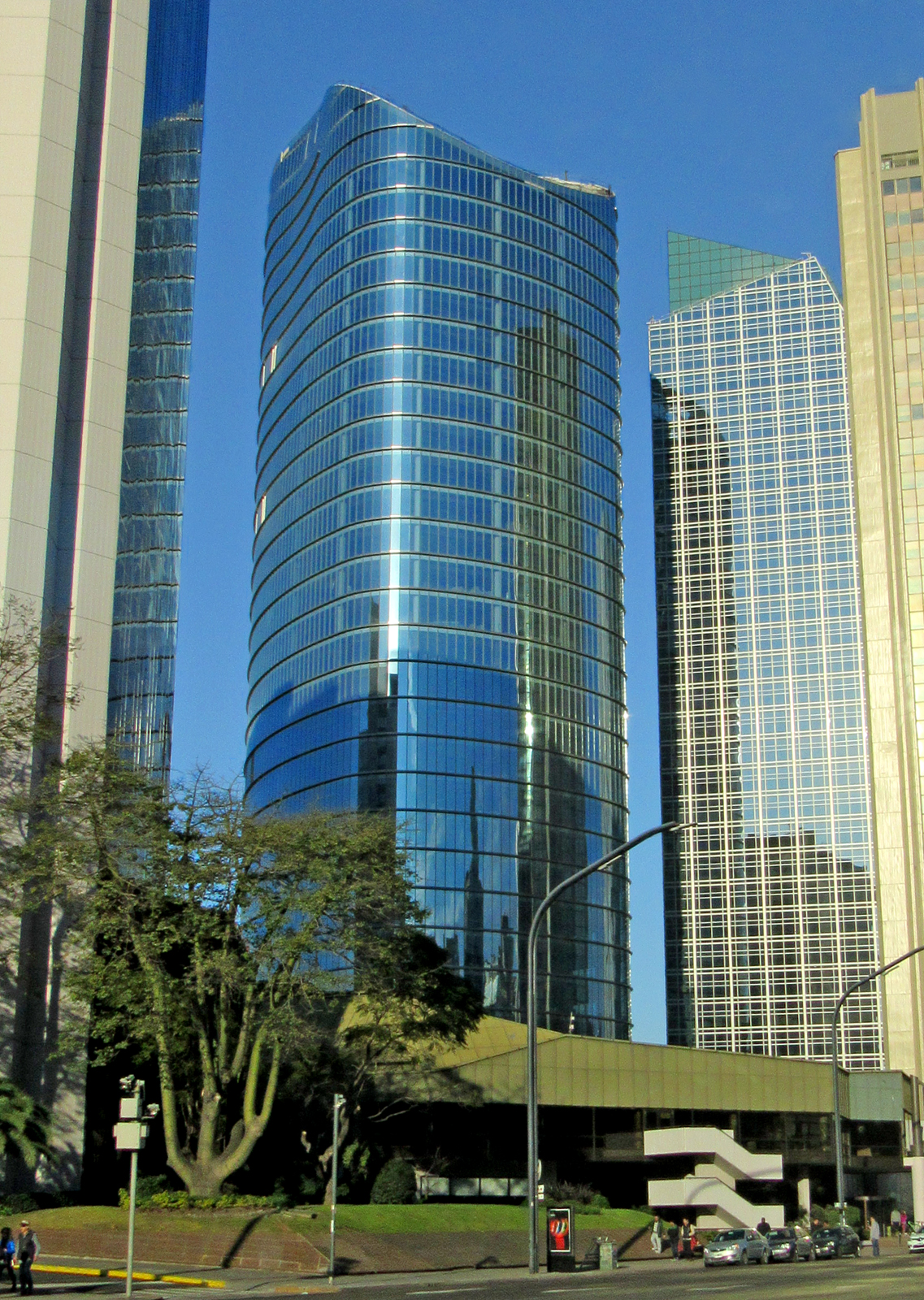
Torre Banco Macro, diseñada por el arquitecto argentino César Pelli.

### Torre Banco Macro
Torre de 130 metros de altura sede del Banco Macro diseñada por el arquitecto argentino César Pelli siendo de forma oval con 28 pisos de altura y 35.000 m² de superficie. Fue inaugurada en 2018.

### Futuros proyectos
A octubre de 2020, hay dos proyectos en construcción en Catalinas. 200 Della Paolera, que será sede de IRSA, para el desarrollo de oficinas. El otro, Catalinas Rio, un complejo de oficinas de alto nivel compuesto por dos torres conectadas por un puente y con espacio público. Es desarrollado por el estudio estadounidense Skidmore, Owings and Merrill (SOM).

### Proyectos inconclusos
Dos de los compradores de los terrenos de Catalinas Norte fueron SEGBA y Aerolíneas Argentinas, y a fines de los años '60 llamaron a concurso para diseñar los edificios que serían sus sedes centrales.